# Joaquín Fernández Santomé
Joaquín Fernández Santomé (Vigo, 17 de maig de 1933 - Vigo, 20 d'octubre de 1988) fou un futbolista i gerent esportiu gallec. Era més conegut pel seu malnom: Quinocho. Tant la seva carrera esportiva com la posterior tasca de despatx la realitzà fonamentalment en dos club: el Celta de Vigo i el CE Castelló. Va ser assassinat el 1988 i el Celta de Vigo va crear un torneig en la seva memòria.

Quinocho va començar a jugar a futbol com a extrem dretà en el Casablanca, un club de barri de Vigo. Amb 19 anys va començar a entrenar-se amb el Celta, equip que llavors portava prop d'una dècada a la Primera divisió. Fou llavors quan l'entrenador Yayo el reconvertí a la posició de defensa lateral. Excepte una breu cessió de tres mesos al Racing de Ferrol, Quinocho defensà la samarreta celest al llarg de nou temporades, vivint el final d'una època amb el descens a Segona divisió espanyola de futbol la temporada 1958/59.
En 1963 fitxà lliure pel Castelló, de Tercera divisió. Malgrat comptar ja amb un edat avançada (30 anys), Quinocho va romandre cinc campanyes al club orellut. A les tres primeres guanyà el seu grup de Tercera, però no fou fins a la tercera on superà la promoció i ascendí a Segona. Després d'aconseguir la permanència, el defensa gallec es lesionà de gravetat la temporada 1967/68. Aquell fet provocà la seva retirada el mateix any que el club tornava a la divisió de bronze.
No obstant això, el president Emilio Fabregat incorporà a Quinocho a la seva directiva com a gerent. Aquells temps foren els més gloriosos esportivament des de la dècada dels 40, arribant el Castelló des de Tercera divisió fins a la Primera i a la final de la Copa del Generalíssim.
Un cop el Castelló baixà a Segona, Quinocho va tornar a la seva casa per continuar realitzan les mateixes tasques de gerent. Al llarg de 14 campanyes el Celta va viure una de les etapes més irregulars, amb 6 ascensos i els mateixos descensos, ballant des de la Primera a la Segona divisió B. A més a més, Quinocho va participar en l'organització del Mundial de futbol de 1982, que tingué en Balaidos una de les seves seus.
Precisament a les oficines del seu club va trobar la mort el 20 d'octubre de 1988. Uns atracadors es trobaren amb la resistència de Quinocho, que era preparant el desplaçament de l'equip a Sant Sebastià. La situació es complicà i el gerent acabà rebent una punyala que li va costar la vida. El seu soterrament fou multitudinari a Vigo, celebrant-se a Castelló igualment una misa pel seu comiat.

## Altres mèrits
Com a jugador
- 1 ascens a Segona divisió espanyola de futbol: 1965/66 amb el CE Castelló.

Com a gerent
- 1 cop finalista de la Copa del Rei: 1973 amb el CE Castelló.
- 6 ascensos a Primera divisió: 1971/72 amb el CE Castelló i 1975/76, 1977/78, 1981/82, 1984/85 i 1986/87 amb el Celta de Vigo.
- 1 ascens a Segona divisió espanyola de futbol: 1980/81 amb el Celta de Vigo.